# Apteronotus ellisi
Apteronotus ellisi är en fiskart som först beskrevs av Alonso de Arámburu, 1957.  Apteronotus ellisi ingår i släktet Apteronotus och familjen Apteronotidae. Inga underarter finns listade i Catalogue of Life.